# 나스시오바라역
나스시오바라역(일본어: 那須塩原駅 나스시오바라에키[*])은 일본 도치기현 나스시오바라시에 있는, 동일본 여객철도 소속 철도역이다. 도호쿠 신칸센과 도호쿠 본선이 만난다.

## 역 구조
신칸센 승강장은 고가 위에 있는 2면 3선 구조, 재래선 승강장은 지상에 있는 2면 3선 구조이다. 오전 6시부터 오후 8시 50분까지 초록 창구를 영업하고 있으며, 역사에는 근거리 자동발권기, 지정석 발권기 등이 있다. 재래선·신칸센에서 모두 스이카 및 제휴 교통카드의 사용이 가능하다. 재래선 승강장, 신칸센 승강장별 전용 개찰구 뿐만 아니라, 환승객을 위한 재래선-신칸센 간 환승 개찰구도 있다.

### 승강장

#### 도호쿠 신칸센
| ■도호쿠 신칸센 | 1 · 2 | 하행 | 고리야마 · 센다이 · 모리오카 · 신아오모리 · 야마가타 · 아키타 방면 |
| ■도호쿠 신칸센 | 1 · 2 | 상행 | 오미야 · 우에노 · 도쿄 방면                                        |
| ■도호쿠 신칸센 | 5     | 상행 | 오미야 · 우에노 · 도쿄 방면                                        |

#### 재래선
| ■ 우쓰노미야 선 | 7 | 하행   | 구로이소 · 후쿠시마 방면                              |  |
| ■ 우쓰노미야 선 | 8 | 대피선 | (상하행 일부 열차만 사용)                             |  |
| ■ 우쓰노미야 선 | 9 | 상행   | 우쓰노미야 · 오미야 · 우에노 · 신주쿠 · 요코하마 방면 |  |

## 인접역
| 동일본 여객철도 도호쿠 신칸센               | 동일본 여객철도 도호쿠 신칸센                  | 동일본 여객철도 도호쿠 신칸센     |
| ------------------------------------------- | ---------------------------------------------- | --------------------------------- |
| 우쓰노미야 도쿄 방면                        | ■ 도호쿠 신칸센                                | 신시라카와 센다이·신아오모리 방면 |
| 동일본 여객철도 도호쿠 본선 (우쓰노미야 선) |                                                |                                   |
| 니시나스노 오미야･우쓰노미야 방면           | ■ 우쓰노미야 선 ■ 통근 쾌속·■ 쾌속 래빗·■ 보통 | 구로이소 방면                     |

## 역 주변
- 사비 강
- 국도 제4호선 (리쿠우 가도)
- 히가시나스노 우체국

## 역사
원래 역명은 히가시나스노역이었으며, 보통 열차만 정차하는 소규모 역이었다. 그러나 도호쿠 신칸센 개통을 앞두고 특급이 정차하는 역들인 구로이소역, 니시나스노역 중 어느 쪽에 역을 신설하느냐를 두고 갈등하고 있던 니시나스노 정, 오타와라시, 구로이소 시 사이의 협의 끝에 이 역에 신칸센 정차역을 설치하기로 합의했다. 계획 당시의 새 역명은 "신나스 역"이었으나, 당시 도쿄 북부 철도관리국장을 맡고 있던 야마노우치 슈이치로가 나스와 시오바라를 붙여 지금의 "나스시오바라 역"으로 역명을 결정했다. 2005년 1월 1일에 구로이소 시, 니시나스노 정, 시오바라 정이 나스시오바라시로 통합되었을 때도 새 도시명의 근거로 이 역의 이름을 들기도 했다.
- 1898년 11월 28일 - 니혼 철도의 히가시나스노역으로 개업.
- 1907년 - 국유화에 따라 일본국유철도의 소속이 되었다.
- 1909년 10월 12일 - 도호쿠 본선의 소속이 되었다.
- 1982년 6월 23일 - 도호쿠 신칸센의 개업으로 환승역이 되었으며, 나스시오바라역으로 이름이 바뀌었다.
- 1987년 4월 1일 - 민영화에 따라 동일본 여객철도의 소속이 되었다.
- 2004년 10월 16일 - 스이카의 사용이 가능해졌다.